# محرك نفاث فرطي

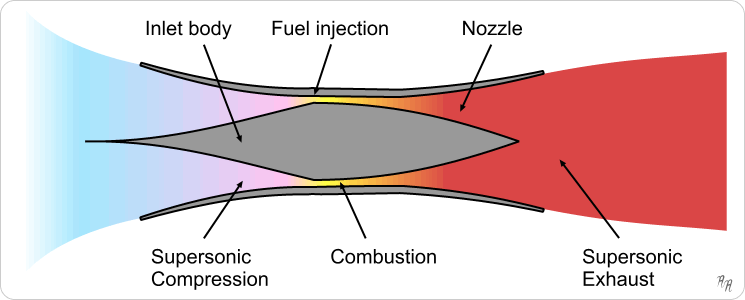
مكونات المحرك النفاث الحفص-صدمي و العمليات بداخله

المحرك النفاث الفرطي scramjet محرك نفثي تضاغطي ذو احتراق فوق صوتي، أي يكون فيه تدفق الوقود خلال غرفة الاحتراق فوق صوتي.
و تعمل هذه المحركات في سرعات تبدأ من ماخ 5, و ما يعرف بنطاق  سرعات فرط صوتية (Hypersonic Speed).
نظرة إجمالية/ المحركات فوق الصوتية(**)
تستطيع محركات الاحتراق التضاغطية فوق الصوتية، أو محركات سكرامجت، أن تدفع الصواريخ وغيرها من الأسلحة والطائرات الفضائية، وحتى طائرات الركاب البعيدة المدى، بسرعات فوق صوتية - من 5 إلى 15 ماخ (يساوي 1 ماخ سرعة الصوت، أي ما يعادل760 ميلا (1170.4 كم) في الساعة عند مستوى سطح البحر).
تقوم محركات سكرامجت بضغط الهواء ومزجه في الوقود، ثم تحرق المزيج لتوليد دفع تسارعي هائل. وهي، خلافا للصواريخ، ليست بحاجة إلى حمل الأكسجين ومادة مؤكسدة، وبذلك تحقق انخفاضا في الوزن وتعطي نسبة دفع أكبر أربع مرات لكل وحدة من وزن المادة الدافعة.

عرض تخطيطي لمحرك نفاث

على الرغم من التصميم البسيط لمحرك سكرامجت - إذ إنه لا يحتاج إلى عجلات توربينية دوّارة - فإن التحديات التقنية التي يفرضها صنع محرك قادر على العمل في أنظمة طيران مختلفة ولفترات زمنية طويلة، تعترضها عقبات شتى.